# Voetbalkampioenschap van Sao Tomé - Tweede niveau
Het Tweede niveau van het voetbalkampioenschap van Sao Tomé bevindt zich onder het voetbalkampioenschap van Sao Tomé.
De competitie was jarenlang verdeeld in twee groepen (Noord en Zuid) waarbij de winnaars van deze competities promoveerden naar het eerste niveau, waar ze kans maakten om zich te plaatsen voor het voetbalkampioenschap van Sao Tomé en Principe. Het aantal promoverende clubs is in de loop van het jaar nog weleens veranderd, soms moesten de competitiewinnaars een play-off spelen, andere jaren promoveerden de nummers twee ook mee. In 2001 wonnen UDESCAI en Futebol Club Aliança Nacional hun competities en moesten een play-off spelen. In 2003 wonnen Desportivo Cruz Vermelha en Andorinha Sport Club hun divisies, Agrosport en Desportivo de Guadalupe promoveerden ook als respectievelijke nummers twee. De laatste jaren was het aantal clubs stabiel op zestien, acht in elke competitie, in 2009 wonnen Ribeira Peixe en FC Neves hun competities en promoveerden naar het eerste niveau. Sinds 2013 is er nog maar één competitie op het tweede niveau en is er een derde niveau bij gekomen, de bovenste twee clubs promoveren en de onderste twee degraderen. Het tweede niveau bestaat sindsdien uit tien clubs.
Het voetbalkampioenschap van Principe heeft geen tweede niveau.
Voetbalfederatie · Nationaal stadion · Mannenelftal · Landskampioenschap mannen · Eilandcompetitie Sao Tomé (tweede niveau · derde niveau) · Eilandcompetitie Principe · Beker mannen · Vrouwenelftal · Landskampioenschap vrouwen
Eerste niveau: FC Aliança Nacional · Bairros Unidos FC · UD Correia · Folha Fede · Juba Diogo Simão · FC Neves · Praia Cruz · UDRA · Vitória FC · Santana FC
Tweede niveau: Agrosport · Amador · Guadalupe · Inter Bom-Bom · Desportivo Marítimo · Kê Morabeza · Oque d'El Rei · Porto Alegre · Ribeira Peixe · Trindade FC
Derde niveau: Andorinha Sport Club · Boavista · Desportivo Conde · Cruz Vermelha · Diogo Vaz · Otótó · Santa Margarida · Sporting São Tomé · UDESCAI · Varzim FC
Voormalige clubs: 6 de Setembro · Bela Vista · Os Dinâmicos ·  Palmar